# Wawa Lake
Wawa Lake är en sjö i Kanada.   Den ligger i distriktet Algoma och provinsen Ontario, i den sydöstra delen av landet, 700 km väster om huvudstaden Ottawa. Wawa Lake ligger 282 meter över havet. Arean är 6,7 kvadratkilometer. Den sträcker sig 4,4 kilometer i nord-sydlig riktning, och 7,1 kilometer i öst-västlig riktning.
Följande samhällen ligger vid Wawa Lake:
- Wawa (2 975 invånare)

I omgivningarna runt Wawa Lake växer i huvudsak blandskog. Runt Wawa Lake är det mycket glesbefolkat, med 3 invånare per kvadratkilometer.